# Loxostirus willi
Loxostirus willi is een keversoort uit de familie beekkevers (Elmidae). De wetenschappelijke naam van de soort werd in 1996 gepubliceerd door Jäch & Kodada.